# Liczba Alfvéna
Liczba Alfvéna, liczba Macha magnetyczna – w dynamice plazmy bezwymiarowy parametr równy stosunkowi prędkości makroskopowej do prędkości Alfvéna plazmy.
Liczbę Alfvena definiuje wzór:
{\displaystyle A={\frac {H^{2}}{4\pi \rho u^{2}}}}
gdzie:
- H – natężenie pola magnetycznego
- u – prędkość ośrodka
- ρ – gęstość plazmy

Liczba Alfvena określa jak istotne są siły bezwładności w porównaniu z siłami magnetycznymi w plazmie (np. przy polu wmrożonym, dla dużych A siły magnetyczne przeważają nad siłami bezwładności i należy oczekiwać wytłumienia turbulencji w plazmie przez pole magnetyczne).
Dla liczby Macha magnetycznej prawdziwa jest też zależność:
{\displaystyle A={\frac {S}{Re_{m}}}}
gdzie:
- S – liczba Stewarda
- {\displaystyle Re_{m}} – liczba Reynoldsa magnetyczna